# Adapsilia coarctata
Espèce
Synonymes
- Adapsila coarctata Waga, 1842
- Adapsila alini Hering, 1940

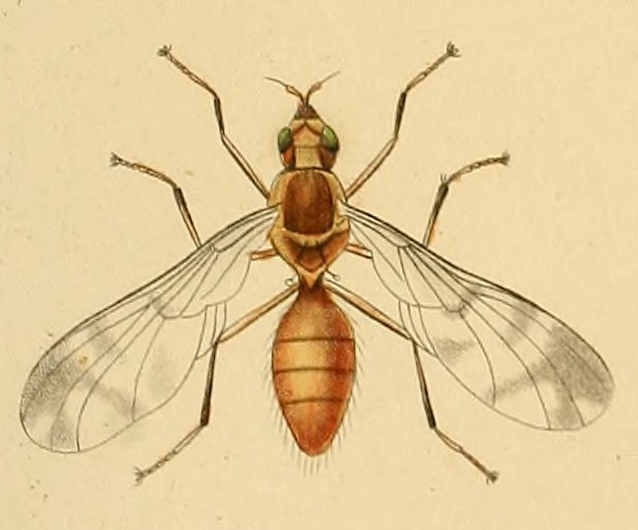
Adapsilia coarctata - mâle

Adapsilia coarctata est une espèce de diptères de la famille des Pyrgotidae. Paléarctique, il s'agit de la seule représentante de sa famille en Europe où elle est considérée comme très rare. À cause de son comportement furtif et nocturne, son éthologie est mal connue.

## Taxonomie
Adapsilia coarctata est décrite par l'entomologiste polonais Antoni Stanislaw Waga en 1842. Seuls deux individus, un mâle et une femelle capturés en Pologne, furent utilisés pour cette description. Sur cette même base, il décrit également le genre Adapsilia. Une erreur de transcription par l'entomologiste hongrois Árpád Soós en 1984 serait à l'origine de la graphie parfois utilisée Adapsila (sans le deuxième « i »). D'un point de vue morphologique, A. coarctata est étroitement apparenté à A. longifasciata, A. verrucifer et A. ochrosoma et moins à de nombreuses autres espèces actuellement assignées au genre Adapsilia. Il est possible que prochainement ces dernières soient déplacées dans un autre genre,.

## Description
L'imago Adapsilia coarctata, d'une longueur de 7,5  à   9,5 mm, présente des pattes et un corps ferrugineux noirâtre, des yeux verts et des ailes ornées de cinq taches noirâtres,.
L'aculeus en forme de stylet moyennement long, le fait que le pédicelle soit 2,5 fois plus long que le flagellomère 1 et la présence de bosses antéro-ventrale sur l'ovipositeur sont les caractères les plus discriminant de cette espèce,. De plus, très peu de mâle d'espèces proches portent de longues soies sur le deuxième sternite et, en Europe, aucune autre Tephritoidea.
La tête, de couleur plus claire et de forme triangulaire, présente deux lignes brunes le long de l'occiput, le front est plat et couvert de poils très-courts. Les antennes présentent un premier article très-menu et un deuxième, plus long et velu, très rétréci à la base et grossissant vers le sommet ; le troisième, glabre, est plus de deux fois plus court que le deuxième. De son dos prend naissance le style, de la longueur de l'antenne entière, noir et nu. Les yeux, verts, ont une forme ovale et peu convexe. La face est nue, partout très luisante et présente parfois une tache foncée et linéaire sur ses genae.
Le thorax est luisant, muni de soies noires et fortes, mais très-dispersées. Quatre lignes obscures, mais peu distinctes, partent le long du thorax. Les cuillerons sont rudimentaires ; les haltères triangulaires et de couleur jaune-citron. Les ailes sont un peu plus longues que l'abdomen. La deuxième nervure transversale est droite. Sur chaque aile il y a cinq taches foncées, qui, chez la femelle, sont moins distinctes. Les pattes présentent une couleur uniforme avec cependant des tarses un peu cendrés.
L'abdomen est composé de cinq segments, dont le premier est notablement rétréci. L'abdomen du mâle est déprimé, ovale, et couvert de soies dispersées. Le cinquième et dernier segment se recourbe et se cache sous l'avant-dernier. L'abdomen de la femelle est conique, le premier segment étant rétréci à la manière d'un pavillon de trompette. Sa bordure est recouverte de soies noires touffues, tandis que tous les segments qui suivent sont très minces et presque nus.
Les spécimens européens et asiatiques diffèrent légèrement au niveau de l'ornementation des ailes, les autres caractères étant assez similaires. L'holotype d'Adapsila alini décrit par Hering en 1940 depuis la Chine a été synonymisé car il ne diffère que très peu d'A. coarctata ; excepté la coloration et hauteur des genae, l'absence ou la présence de setae ou de vena spuria sur les nervations alaires R2+3.

## Éthologie et écologie
Adapsilia coarctata est une espèce rare dont le comportement reste à étudier. Elle est thermophile et hygrophile. C'est une espèce furtive plutôt nocturne qui peut parfois être attirée par la lumière. Les imagos ne sont pas visibles sur les fleurs habituellement attractives pour les diptères et ne semblent pas être floricoles. Cette espèce apparaît de juin à novembre, les périodes d'éclosions étant mai/juin et septembre,.Elle semble donc être bivoltine.
Les larves de la famille des Pyrgotidae sont réputées pour être des endoparasites de l'abdomen des Scarabaeidae et plus particulièrement des adultes Melolonthidae et Rutelidae, la femelle attaquant et ovipositant les hôtes durant la nuit.

## Distribution
Adapsilia coarctata est une espèce amphipaléarctique qui est rare en Europe, mais commune à modérément abondante en Extrême-Orient. En Russie, elle se rencontre de l'oblast de l'Amour au sud du kraï du Primorié, ainsi qu’en Corée du Sud, en Chine et en Mongolie.
En Europe, cette espèce rare a été répertoriée à partir de très peu de spécimens au XIXe siècle en Pologne, en Hongrie et en Ukraine ainsi que dans les Alpes suisses, autrichiennes et italiennes. Au XXe siècle, elle n'est enregistrée qu'à trois reprises dans le Nord-Est des Alpes, le Nord du Caucase et en Pologne, où elle fut considérée comme éteinte en 2002. Elle y est cependant redécouverte en 2007, et découverte pour la première fois en Biélorussie en 2005 et en Lituanie et Belgique en 2009. Les pays européens à forte tradition de diptérologie, tels que l'Allemagne, la République tchèque et la Slovaquie, n'ont jamais répertorié cette espèce.
Cette espèce devrait être inscrite au sein des listes rouges des espèces menacées des différents pays européens et les milieux où elle a été contactée devraient être strictement protégés.